# 이호승 (바둑 기사)
이호승(李昊承, 1987년 3월 13일 ~ )은 대한민국의 바둑 기사이다.

## 약력
인천광역시 출신이며, 6세에 바둑에 입문하여, 양천대일도장에서 바둑을 공부했다. 14회 오리온배 전국어린이바둑대회 최강부 8강, 2009년 제1회 제주삼다수배 전국아마최강전에서 우승을 차지했고, 제43기 전국아마국수전에서 준우승을 했다. 2010년 제3회 노사초배에서 준우승을 했고, 2012년 제17회 LG배 세계기왕전 아마추어 대표로 선발되었다. 2013년 제132회 일반 입단대회를 통해 입단했다. 같은 해 11월에 2단으로 승단했다. 2017년 3단을 거쳐 2019년 4월 4단으로 승단했다. 2023년에 6단으로 승단했다.